# Burg Neu-Fürstenberg
Die Burg Neu-Fürstenberg ist die Ruine einer Spornburg auf einem 810 m ü. NN hohen Felssporn über der Mündung der Urach in die Breg im Stadtteil Hammereisenbach-Bregenbach der Stadt Vöhrenbach im Schwarzwald-Baar-Kreis in Baden-Württemberg.

## Geschichte
Die Burg wurde vermutlich um 1360 von den Grafen von Fürstenberg auf einer früheren Anlage aus dem 12. Jahrhundert erbaut, um die Verbindungsstraße zwischen Baar und Breisgau zu sichern und ab dem 16. Jahrhundert die Erzvorkommen und deren Verarbeitung im Eisenbachtal zu kontrollieren. Sie wurde 1381 erwähnt und 1405 an Markgraf Bernhard I. von Baden verpfändet. Im Jahre 1411 löste der Tod des Pfandherrn Hans von Hornberg, der auf Neu-Fürstenberg ein lebenslanges Aufenthaltsrecht genoss, die Lupfener Fehde zwischen den Fürstenbergern und den Grafen von Lupfen aus. Die Burg wurde 1485 von Graf Heinrich VI. von Fürstenberg als „wertlos Haus“ bezeichnet und am 8. Mai 1525 im Deutschen Bauernkrieg durch den „Klettgauer Haufen“ unter Hans Müller zerstört.

## Anlage

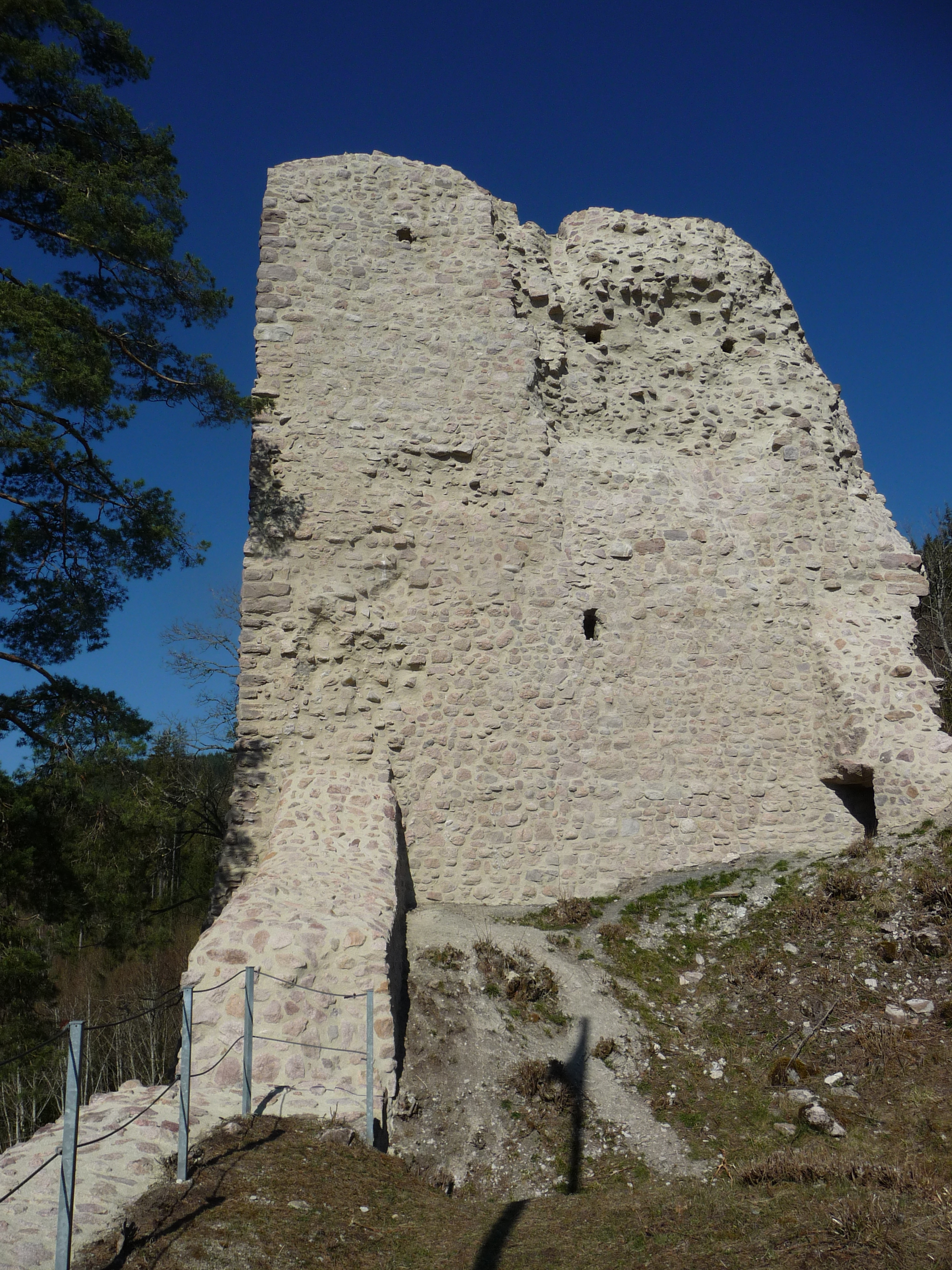
Die Kernburg mit Blick auf die Schildmauer

Die relativ kleine Burganlage bildete ein unregelmäßiges Viereck ohne Bergfried. Die Anlage wurde durch eine mächtige, heute noch 15 Meter hohe und an ihrer Basis 4,7 Meter starke Schildmauer im Westen geschützt. Ein künstlicher Halsgraben trennte die Burgstelle vom Berg. Von der ehemaligen Burganlage ist neben wesentlichen Fundamenten der Kernburg und den Resten einer vorgelagerten vermutlichen Zwingeranlage noch die mächtige Schildmauer erhalten.